# Цюй Юань
Цюй Юа́нь (кит. 屈原, пиньинь Qū Yuán, второе имя Цюй Пин кит. 屈平, пиньинь Qū Píng), ок. 340—278 до н. э. — первый известный лирический поэт в истории Китая эпохи Воюющих Царств. Его образ стал одним из символов патриотизма в китайской культуре.
День ритуального самоубийства Цюй Юаня (день Дуань-у по китайскому календарю) отмечается как праздник под названием Праздник драконьих лодок.

## Биография
Будучи потомком аристократического рода, Цюй Юань служил министром при дворе царства Чу (кит. 楚, пиньинь Chǔ). Он выступал против гегемонии Цинь (кит. 秦, пиньинь Qín).
Согласно преданию, Цюй Юань был оклеветан соперником-министром, имевшим сильное влияние на правителя Чу — Цинсян-вана (298—263 г. до н. э.).
Вследствие своей бескомпромиссности Цюй Юань был выслан из столицы, после чего посвятил себя сбору народных легенд. На склоне холма в деревне Сянлупин (кит. 香炉坪, пиньинь Xiānglúpíng), уезда Цзыгуй, провинции Хубэй, до сих пор показывают колодец, в который ссыльный Цюй Юань якобы часто заглядывал.
В 278 до н. э. столица Чу была захвачена циньским военачальником Бай Ци (кит. 白起, пиньинь Bái Qǐ). Узнав об этом, Цюй Юань создал «Плач о столице Ин» (кит. 哀郢, пиньинь Āi Yǐng) и покончил с собой, бросившись в воды реки Мило́ (кит. трад. 汨羅江, упр. 汨罗江, пиньинь Mìluó jiāng), современная провинция Хунань.

## Происхождение праздника Дуань-у
По народным преданиям, местные крестьяне пытались спасти Цюй Юаня, отчаянно, но безуспешно. Затем они разыскивали его тело и старались отпугнуть от него речных духов и рыб — плеском лодочных вёсел и барабанным грохотом. Наконец, они стали кидать в реку рис — как жертвоприношение духу поэта, а также для того чтобы отвлечь рыб от его тела. Дух Цюй Юаня явился однажды ночью его друзьям и поведал, что причиной его смерти стал речной дракон. Дух попросил бросать в реку рис, завёрнутый в треугольные шёлковые пакеты — дабы отпугнуть дракона. Таково, согласно легенде, происхождение традиционных рисовых голубцов «цзунцзы». Впоследствии шёлк был заменён на тростниковые листья, в которых рис проваривался и употреблялся в пищу. «Поиски тела на реке» со временем приняли форму состязаний в гребле, причём нос каждой из лодок обязательно изображал драконью голову. Гонками «драконьих лодок» день смерти поэта стал праздноваться ежегодно, в пятый день пятого месяца по китайскому лунному календарю.

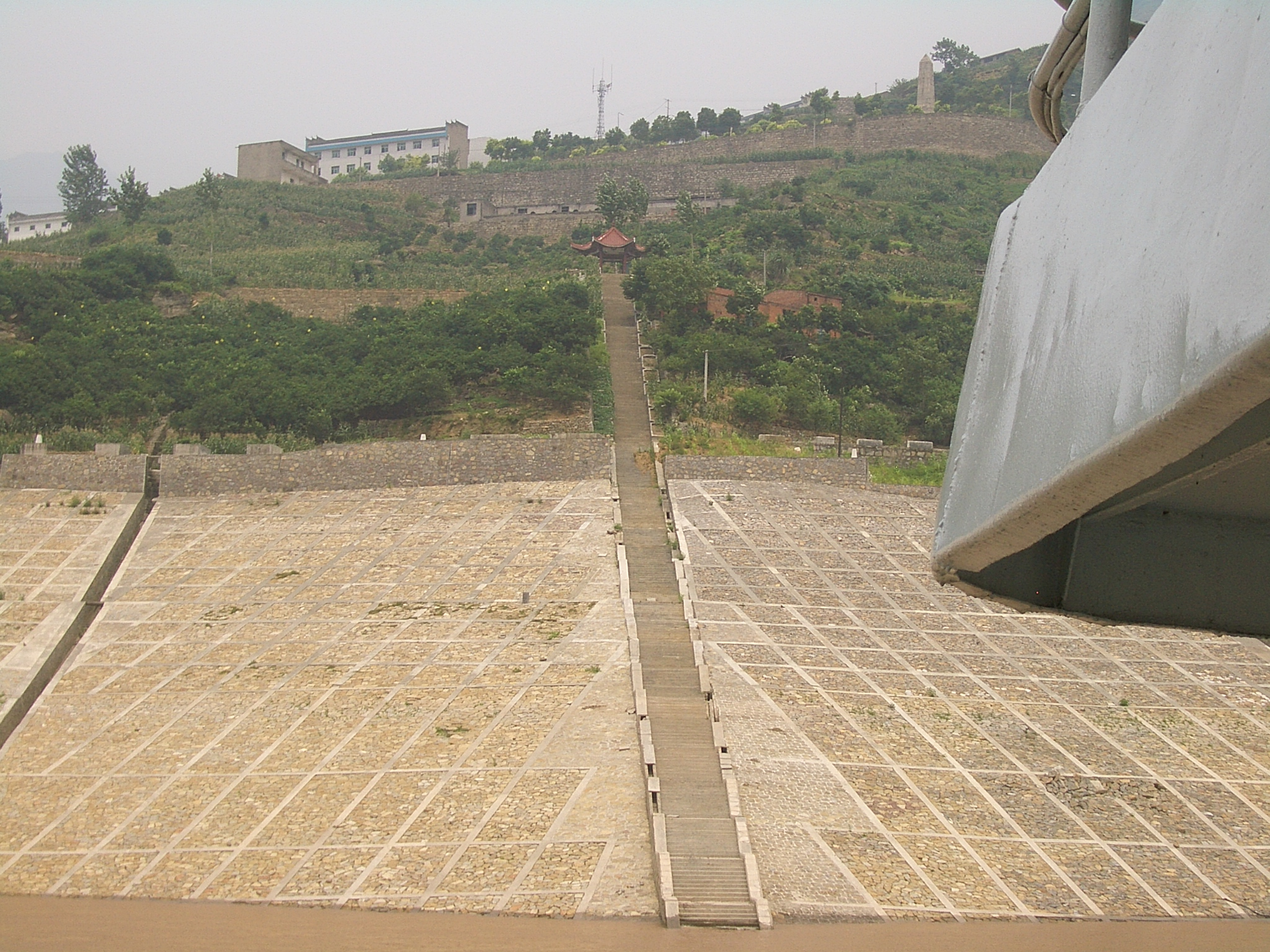
Современный посёлок Цюй Юань, построенный над зоной затопления в уезде Цзыгуй и названный в честь поэта

## Творчество
Цюй Юань является первым китайским поэтом, чьё существование закреплено в письменной традиции. Ему приписывается создание стиля Сао, по названию поэмы «Ли Сао» (кит. трад. 離騷, упр. 离骚, пиньинь Lí Sāo).
Этот стиль отличается от четырёхсложного стиха «Книги Песен» введением переменной длины строк, которая придает стиху ритмическое разнообразие.
Со времён империи Хань принадлежность ряда произведений Цюй Юаня поставлена под сомнение. В «Исторических записках» Сыма Цяня ему приписывается авторство пяти произведений, среди которых наиболее известны «Вопросы к небу», «Плач о столице Ин» и «Ли Сао» («Скорбь отлучённого»).
Оценивая жизнь и творчество Цюй Юаня, в главе 84 «Исторических записок» под названием «Жизнеописание Цюй Юаня и Цзя И» Сыма Цянь пишет:

Так как стремления Цюй Юаня чисты, то все вещи, о которых он говорит, благоухают. Так как деяния его были бескорыстны, то он предпочел смерть изгнанию. Его хотели втоптать в грязь, но он отряхнулся и вспорхнул над прахом, как мотылёк. Никакая грязь не пристала к нему!
Оригинальный текст (кит.)其志絜，故其稱物芳；其行廉，故死而不容自疏。濯淖汙泥之中，蟬蛻於濁穢，以浮游塵埃之外，不獲世之滋垢，皭然泥而不滓者也。

Согласно комментарию Ван И (王逸; ок. 89–158 н. э., Восточная Хань), Цюй Юаню могут принадлежать до 25 произведений, большая часть которых сохранилась в антологии «Чуские строфы» (кит. трад. 楚辭, упр. 楚辞, пиньинь Chǔ cí).
Произведения Цюй Юаня многократно переводились на русский язык, в том числе и Анной Ахматовой; ей же принадлежит перевод «Плача по Цюй Юаню», написанного Цзя И.
По заголовку поэмы Цюй Юаня названа первая китайская АМС для исследования Марса «Тяньвэнь-1», на русский язык название этой поэмы (кит. трад. 天問, упр. 天问) переводится как «Вопросы к небу».